# Live From Dakota
Live From Dakota es el primer álbum en directo de Stereophonics. Se compone de 2 discos de 10 pistas que reúnen lo mejor de los cinco anteriores discos del grupo y recogen lo mejor de su gira mundial del 2005. Grabaron todas las noches de la gira y escogieron la mejor versión de cada tema.

## Lista de canciones

### Disco 1
1. "Superman" – 5:02
2. "Doorman" – 4:01
3. "A Thousand Trees" – 3:25
4. "Devil" – 4:46
5. "Mr. Writer" – 5:31
6. "Pedalpusher" – 3:20
7. "Deadhead" – 3:16
8. "Maybe Tomorrow" – 4:24
9. "The Bartender and the Thief" – 3:49
10. "Local Boy in the Photograph" – 4:03

### Disco 2
1. "Hurry Up and Wait" – 5:12
2. "Madame Helga" – 3:50
3. "Vegas Two Times" – 3:54
4. "Carrot Cake and Wine" – 4:48
5. "I'm Alright (You Gotta Go There to Come Back)" – 5:11
6. "Jayne" – 4:08
7. "Too Many Sandwiches" – 6:31
8. "Traffic" – 5:07
9. "Just Looking" – 5:18
10. "Dakota" – 6:26

## Enlaces
- Sitio Oficial de Stereophonics

- Datos: Q3257061